# 热血燃烧
《熱血燃燒》(英語：Hot Blood Burning)，原名《孤戰》，是2024年中國大陸警匪動作電影，由錢國偉導演執導，楊紫佳、邱禮濤編劇，楊碩、趙亞飛擔任總策劃，孫建擔任總監製，徐琳琳擔任總製片人。陳小春、謝天華、朱永棠等前風火海組合領銜主演，秦沛、林曉峰特別主演。

## 概況
於2017年，《熱血燃燒》於北京舉行發佈會，當時電影以《孤戰》為名，宣布由陳小春、謝天華、林曉峰以及朱永棠主演，而導演為錢國偉。
到2018年3月，《孤戰》在泰國開鏡，因為2019冠状病毒病疫情及其他原因，上映檔期更改。
2021年，《孤戰》改名做《熱血燃燒》，即與《古惑仔電影系列》其中一首主題曲同名。
2022年4月《熱血燃燒》公怖於6月內地上映，後來以「疫情反覆」等原因改期。
2023年7月，《熱血燃燒》再確認2023年12月22日在中國內地公映，為導演錢國偉遺作。

## 劇情
金三角的販毒情況越來越嚴重，毒販們越來越猖狂，終於在一天，被香港緝毒隊發現集團首領「昆普」的出現，隊長盧隊長及副隊長周隊（劉冠霖飾）指派在緝毒隊最友好的四人組前去混入夜店搗破昆普的交易，分別為泰樺（陳小春飾）、老米（謝天華飾）、阿棠（朱永棠飾）及阿峰（林曉峰飾）。其中阿峰潛入地下室觀察，卻是個陷阱，「昆普」也是真正「昆普」手下假扮的，四周佈滿了炸彈，雖老米及泰樺及時趕到，但因阿峰傷勢過重而無法走動，最終，他選擇自爆以保護兄弟。
泰樺出院後認定阿棠為叛徒，因為從他電話中搜到和雷友三的通話紀錄，但老米堅決不相信阿棠為內鬼，兩人最終不歡而散。現已為隊長周隊得知此事後拒絕泰樺對此案的調查，並安排小警察樂怡觀察泰樺。
一天，老米的手機驚現失蹤三年的阿棠的通話紀錄，老米立即赴約，和阿棠見面，阿棠堅決不承認自己是內鬼，亦再次老米產生懷疑，正在頭痛之際，真正的「昆普」之頭馬狗牙（張文傑飾）突然殺到，目標要令阿棠無法洩漏犯罪證據⋯⋯

## 角色
| 演員                    | 角色   | 備註 |
| 陳小春 （配音：肖煒皓） | 陳泰樺 | 泰樺哥 緝毒隊隊員 為人火爆，做事衝動 老米、阿峰、阿棠的好兄弟兼同事，曾與老米及阿棠反目，後和好 阿森之兄 盧隊長、周隊之下屬，後與周隊反目 關樂怡的合作夥伴 老爹、狗牙之死敵 最終和老米擊倒狗牙      |
| 謝天華                  | 老米   | 緝毒隊隊員 為人做事冷靜 泰樺、阿峰、阿棠的好兄弟，曾和泰樺反目，後和好 盧隊長、周隊之下屬，後與周隊反目 老爹、狗牙之死敵 最終和泰樺擊倒狗牙                                                         |
| 朱永棠                  | 阿棠   | 緝毒隊隊員 於多年前遭誤會為害死阿峰的叛徒 泰樺、老米、阿峰的好兄弟，被泰樺反目，後和好 盧隊長、周隊之下屬 後被狗牙開槍射殺                                                                          |
| 林曉峰                  | 阿峰   | 緝毒隊隊員 泰樺、老米、阿棠的好兄弟 盧隊長、周隊之下屬 早於多年前因遭周隊陷害而爆炸犧牲 |
| 秦沛 （配音：陳鎮宇）   | 老爹   | 本片幕後大反派 真正的「昆普」 跨國販毒集團幕後主腦 狗牙、雷友三之老大 表面和藹可親，實做事為人心狠手辣，不擇手段，為保命可利用母親保護自己 指派小水接近阿森 最終被小水射殺身亡                      |
| 張文傑                  | 狗牙   | 本片終極大反派 殺手 老爹的得力打手 做事心狠手辣，冷血 泰樺、老米、阿棠之天敵 把阿棠射殺 後被泰樺、老米打至重傷，最終被雷友三滅口                                                                    |
| 孫瑋 （配音：黃啟昌）   | 雷友三 | 本片第二大反派 老爹身邊的左右手 和周隊合作，後反目 後期試圖假裝臥底來洗脫所有罪行，因此而殺害狗牙，但被揭發，最終被捕入獄                                                                           |
| 劉冠霖 （配音：高翰文） | 周隊   | 本片後期大反派 緝毒隊副隊長，後因盧隊長的死而成為隊長 緝毒隊的叛徒，間接害死阿峰及令泰樺、老米、阿棠三人關係破裂 和老爹、雷友三合作，後反目 因得知關樂怡持有自己犯罪證據而開車撞死其 後被雷友三滅口 |
| 馮萌夢                  | 關樂怡 | 緝毒隊隊員 泰樺之合作夥伴，被其嫌棄，後和好 懷疑周隊為叛徒 後因持有周隊犯罪證據而遭其開車撞死 |
| 林德信                  | 阿森   | 癮君子，已戒毒 泰樺之弟 小水之男友，實被老爹指使的她陷害而再次染上毒癮 後為救小水而被狗牙殺害 |
| 辜慧敏                  | 小水   | 老爹的部下，於多年前被其照顧，實被訓練成為其部下 阿森女友，實被老爹指使令阿森並接近他，後對其真心 最終槍殺老爹並自首                                                                                |